# Arno Dübel
Arno Dübel (* 13. Januar 1956 in Bornum am Elm; † am oder vor dem 23. Mai 2023 in Hamburg) war ein deutscher Langzeitarbeitsloser, der durch zahlreiche Medienauftritte und Presseberichte ab den 2000er-Jahren zu Prominenz kam. In den Medien wurde er häufiger als „Deutschlands bekanntester Arbeitsloser“ oder „Deutschlands frechster Arbeitsloser“ betitelt.

## Leben
Nach eigenen Angaben war Dübel seit dem Abbruch seiner Lehre als Maler im Jahr 1976 arbeitslos. Er verteidigte seine jahrzehntelange Arbeitslosigkeit offensiv und erklärte, den Rest seines Lebens nicht mehr arbeiten zu wollen, und dass Arbeiten eine „Verschlechterung“ gegenüber seinem bisherigen Leben als Arbeitsloser darstelle. Zudem verwies er auf eine chronische Lungenerkrankung, die ihm Arbeiten unmöglich mache. Gleichzeitig war er bekennender Kettenraucher. Dübel verweigerte die Versuche des Jobcenters, ihn in den Arbeitsmarkt zu integrieren. Die erfolglosen Versuche, für Dübel eine dauerhafte Beschäftigung zu finden, wurden auch von der Presse begleitet.
Einen seiner ersten Fernsehauftritte hatte er 2001 in der Pro-Sieben-Sendung Arabella. Danach berichteten insbesondere Boulevardzeitungen regelmäßig über Dübel und er absolvierte Fernsehauftritte in diversen Magazinen und Talkshows, anfangs zu verschiedenen Themen. Unter anderem wurde er präsentiert als Mensch mit Zahnarztphobie oder als ein Messie, der eine Wohnung mit viel zu vielen Haustieren bewohnte, ehe sich die Berichterstattung über ihn auf seine Arbeitslosigkeit konzentrierte. 2010 war Dübel sogar ein Gast in den öffentlich-rechtlichen Talkshows Menschen bei Maischberger, Münchner Runde und Kerner. Laut einem Artikel von 2010 hatte Dübel zu dieser Zeit drei Manager und verlangte 300 Euro für ein Interview. Auf dem Höhepunkt seiner Bekanntheit wurde eine Biermarke mit seinem Namen herausgebracht („Arno’s Dübel“) und T-Shirts mit seinem Spruch „Ich krich vom Amt“ wurden verkauft. Außerdem erhielt er einen Plattenvertrag als Partyschlagersänger und hatte einige wenige Bühnenauftritte am Ballermann auf Mallorca. Seine 2010 und 2011 veröffentlichten drei Singles Der Klügere kippt nach, Einer geht noch, einer geht noch rein und Ich bin doch lieb blieben aber weitgehend erfolglos. Im Internet wurden Videos mit Dübel zu erfolgreichen Videos und Memes.
Dübel lebte lange in einer kleinen Wohnung in Hamburg. Der Hundebesitzer war unverheiratet und kinderlos. Um 2012 zog sich Dübel aus der Öffentlichkeit zurück und lebte zuletzt als Rentner in einer Hamburger Senioreneinrichtung. 2022 kündigte sein Manager Marcus Wenzel ein Comeback Dübels als Schauspieler an, zu dem es aber nicht kam. Er starb im Mai 2023 im Universitätsklinikum Hamburg-Eppendorf im Alter von 67 Jahren.

## Rezeption
Boulevardmedien berichteten ausgiebig über Dübel und insinuierten teilweise, viele Arbeitslose würden wie Dübel nicht arbeiten wollen und erschlichen Sozialleistungen. In wissenschaftlichen Artikeln sowie der gehobenen Presse wurde hingegen mehrfach Medienkritik an der hämischen Berichterstattung um Dübel geübt.
Die taz sah Arno Dübels Medienkarriere in den 2000er-Jahren in den Hartz-IV-Debatten dieser Zeit begründet: „Mit Pferdeschwanz, Zigarette, dunklen Augenrändern, Freizeitklamotten und Hund lieferte er das perfekte Klischee des langjährigen Stützeempfängers mit Motivationsproblemen.“ Obwohl Neoliberale davor gewarnt hätten, sei Dübel nie zum Modell geworden und „massenhafte verdeckte Arbeitsverweigerung aus schierer Unlust“ nicht eingetreten. Hinter dem Phänomen Arno Dübel habe auch die unausgesprochene Frage gestanden, ob Langzeitarbeitslosigkeit und Abhängigkeit vom Sozialstaat am Ende vielleicht doch ein besseres Leben bieten würden als Erwerbsarbeit in einem anstrengenden, schlechtbezahlten Job. Die junge Welt sah Dübel als „gern genommene Karikatur bei der Diskreditierung des Prekariats“, doch habe Dübel die Illusion des Wohlstandsversprechens der bürgerlichen Gesellschaft erkannt. Man solle „keine Straße nach ihm benennen, aber vielleicht eine Gasse“. Das Redaktionsnetzwerk Deutschland beschrieb Dübel in seinem Nachruf als „letzten großen Star eines fragwürdigen Genres“, das in den 2000er-Jahren bei Boulevardblättern und Privatfernsehen beliebt gewesen sei und insbesondere die Zurschaustellung von Arbeitslosen betrieben habe.
Christoph Butterwegge kam 2022 in dem wissenschaftlichen Artikel Arme und Arbeitslose im Zerrspiegel der Massenmedien zu dem Ergebnis, dass Arbeitslose wie Dübel oder Ralph Boes, die ihre Arbeitslosigkeit „vermarkteten bzw. öffentliche Selbstdarstellung betrieben“, medial stark überrepräsentiert worden seien. Die Berichterstattung von Publikationen wie der Bild zu Dübel habe dabei zu negativen Kommentaren bis zum „blanken Hass“ gegen Arbeitslose geführt, wie man anhand der Bild-Leserkommentare nachvollziehen könne. Anna Lucia Joachim analysierte den Hass auf Dübel als projektive Identifikation. Dübels Auftreten wecke unbewusst die Sehnsucht, sich ebenfalls dem Leistungsdruck im flexiblen Kapitalismus zu entziehen, was aber für das eigene Leben als verpönt gelte. Infolgedessen entwickele sich Hass auf denjenigen, der das Tabuisierte angeblich verkörpere. Die negative Darstellung Dübels diene außerdem als Verschleierungsmechanismus, um davon abzulenken, dass das Leistungsprinzip in Wahrheit vor allem durch leistungsentkoppelte Aktiengewinne und Spitzenverdienste unterlaufen werde. Sebastian Dörfler und Julian Fritsch sahen Dübel in den Blättern für deutsche und internationale Politik in seiner Rolle des „faulen Arbeitslosen“ als „Gegenbild zum Ideal unserer Leistungsgesellschaft“, wobei die mediale Abwertung der Armen und der aus wirtschaftlicher Sicht Leistungsschwachen die gesellschaftliche Spaltung vorangetrieben habe.